# Henry Stolow
Henry Stolow (Lets: Henrijs Stolovs of Heinrihs Stolovs) (Riga, 1901 - 1971) was een Lets postzegelhandelaar in achtereenvolgens Berlijn, New York en München.
Stolow, geboren in het Russische Gouvernement Riga, had samen met zijn broer Julius Stolow van 1920 tot 1933 een postzegelhandel in Berlijn. In 1936 emigreerden de broers via Brussel naar New York, waar ze van de jaren 40 tot de jaren 70 van de 20e eeuw een postzegelgroothandel en een veilinghuis hadden. Bovendien was Henry Stolow een vooraanstaand expert. Er werden grote verzamelingen geveild, zoals die van president Franklin Roosevelt, koning Faroek van Egypte, koning Carol II van Roemenië, kardinaal Francis Spellman en Arthur Hind.
Stolow verzorgde ook nieuwe uitgiftes van postzegels, vooral van Afrikaanse landen. Hierbij verkreeg hij als groothandelaar een monopolie op de verkoop van deze postzegels aan ándere groothandels over de gehele wereld. Vermoed wordt dat hij ook opdracht gaf om foutdrukken te produceren. Ook liet hij bij de Staatsdrukkerij in Wenen veel verschillende zegels van de Republiek der Zuid-Molukken (Indonesisch: Republik Maluku Selatan, RMS) drukken nadat hij daar al eerder postzegels voor Indonesië had laten drukken.  
Na de Tweede Wereldoorlog keerde zijn broer (Julius Stolow) terug naar Duitsland om in Berlijn en daarna in München als postzegelhandelaar actief te zijn. Na zijn dood werd zijn zaak in München overgenomen en deze draagt nog steeds zijn naam.